# ویکو آسیکاینن
ویکو آسیکاینن (فنلاندی: Veikko Asikainen; ۱۸ آوریل ۱۹۱۸ – ۱۴ ژوئن ۲۰۰۲) بازیکن فوتبال اهل فنلاند بود.
از باشگاه‌هایی که در آن بازی کرده‌است می‌توان به باشگاه فوتبال هاکا و باشگاه فوتبال تورون پالوسئورا اشاره کرد.